# إسحاق أمواكو
إسحاق أمواكو (بالإنجليزية: Isaac Amoako)‏ (20 أغسطس 1983 بكوفوريدوا في غانا - ) هو لاعب كرة قدم غاني في مركز حراسة المرمى. لعب مع أشانتي كوتوكو وBA Stars F.C. ‏.

## وصلات خارجية
- إسحاق أمواكو على موقع قاعدة بيانات كرة القدم.إي يو (الإنجليزية)